# Chabula
Chabula là một chi bướm đêm thuộc họ Crambidae.

## Các loài
- Chabula acamasalis (Walker, 1859)
- Chabula vedonalis Swinhoe, 1894